# Paul-Louis Mercanton
Paul-Louis Mercanton, né à Lausanne le 11 mai 1876 et mort dans la même ville le 25 février 1963, est un enseignant, glaciologue et physicien vaudois.

## Biographie
Paul-Louis Mercanton fait des études de sciences à Lausanne et obtient un diplôme d'ingénieur (1899), puis un doctorat en sciences et en physique (1901).
Il s'intéresse à la glaciologie et devient un pionnier de l'exploration arctique. En 1912, simultanément à l'expédition d'Alfred de Quervain, il organise une station de recherches sur la côte ouest de la baie de Disko qui sera dirigée durant l'hivernage par August Stolberg (de).
Il effectue également des recherches dans le domaine de la télégraphie sans fil (TSF). À la demande de la Ville de Lausanne, il étudie et réalise le projet d'acquisition et d'installation d'un émetteur de TSF en 1922 pour la ligne aérienne Lausanne - Paris, qui sera également la première station de radiodiffusion de Suisse.
Il dirige la station centrale suisse de météorologie à Zurich (1934-1941), puis est nommé professeur extraordinaire de mesures électriques au laboratoire d'électricité (1904-1938), au laboratoire de physique (1904-1928), de météorologie, de géophysique, de topographie d'exploration jusqu'en 1934. Il dirige de nombreux laboratoires et crée notamment le service météorologique universitaire.
Lors de l'inauguration de l'émetteur de Sottens en avril 1931, Paul-Louis Mercanton se remémore pour le journal de la TSF Le Radio, les débuts de la TSF en Suisse auquel il a participé.
Son neveu était l'écrivain et professeur de l'université de Lausanne Jacques Mercanton (1910-1996).